# 馬修·科沃德-霍利
馬修·科沃德-霍利（英語：Matthew Coward-Holley，1994年12月14日—），英國射擊運動員，他代表英國隊參加了日本舉行的2020年夏季奧林匹克運動會，並且在男子不定向飛靶比賽上獲得銅牌。